# Tatort: Die Zärtlichkeit des Monsters
Die Zärtlichkeit des Monsters  ist ein Fernsehfilm der Krimireihe Tatort aus dem Jahr 1993. Regie führte Hartmut Schoen, der auch das Buch schrieb. Ulrike Folkerts spielt zum fünften Mal die Ludwigshafener Kommissarin Lena Odenthal. Sie hat es diesmal mit einem psychopathischen Ausbrecher zu tun, der ihr wegen seiner Festnahme durch sie nach dem Leben trachtet.

## Handlung
Hans-Martin Carsdorff, ein ehemals gefeierter Schauspieler, sitzt nach dem Mord an seiner Freundin in einer geschlossenen psychiatrischen Klinik. Ihm gelingt die Flucht, als er es schafft, ein Messer und eine Spritze an sich zu nehmen und damit eine Krankenschwester zu bedrohen. In Freiheit angekommen, kapert er einen Linienbus und benutzt die Fahrgäste als Geiseln. Carsdorff kontaktiert die Polizei; er will Rache an Lena Odenthal nehmen, da die ihn einst stellte und überführte. Die Polizei verfolgt den Bus und als sie ihn findet, sind darin die meisten Geiseln, inklusive der Krankenschwester, unversehrt. Carsdorff aber ist auf der Flucht. Odenthal sichtet Videomaterial von Therapiesitzungen in der Klinik; dort verliert sich Carsdorff in Hasstiraden und Rachegedanken gegen Odenthal. Auch eine ehemalige Schauspielkollegin hat Angst vor Carsdorff und übernachtet aus Sicherheitsgründen nicht mehr zu Hause. Kurz darauf findet die Polizei eine 78-jährige Frau tot in ihrer Wohnung auf, sie wurde erschlagen und alles deutet auf Raubmord. Als ihr etwas wirr wirkender Nachbar Beckermann befragt wird, verdächtigt er zwei ältere Herren, den Mord begangen zu haben. Die kriminaltechnische Untersuchung ergibt, dass die Spuren an der Leiche nicht identisch sind mit den übrigen in der Wohnung.
Carsdorff versteckt sich unterdessen auf einem Dachboden und probiert diverse Kleidungsstücke an, die er dort vorfindet. Als alte Frau verkleidet folgt er Odenthal in einen Supermarkt, rempelt sie an und ritzt ihr eine Wunde in den Arm. Die Verfolgung endet allerdings ergebnislos, Carsdorff kann wieder entkommen. Abends sucht er die Vorsitzende seines Fanclubs auf. Sie soll ihm Geld besorgen und ihm ihr Auto leihen. Beckermann gesteht unterdessen, die tote Frau bestohlen zu haben, allerdings beteuert er, die Frau schon tot aufgefunden und lediglich die Situation ausgenutzt zu haben. Er wiederholt, dass die beiden alten Männer die Frau getötet hätten; sie sind inzwischen flüchtig. Odenthal zieht aus Sicherheitsgründen vorübergehend zu einer alten Kollegin. Sie bemerkt allerdings auch dort von Carsdorff  beobachtet und verfolgt zu werden. Deshalb will ihr Vorgesetzter sie ans LKA versetzen lassen, um sie in Sicherheit zu bringen. Die Polizei kann unterdessen die beiden flüchtigen Männer finden, als sie heimlich in einem alten Schwimmbad übernachten. Einer der Männer, der alte Pößmann, gesteht schließlich, die alte Frau getötet zu haben. Er war eifersüchtig, weil sich zwischen der Frau und seinem Gefährten Werner Sawitzky etwas anbahnte und er Angst hatte, wieder alleine zu sein und wieder ins Altersheim zurückgeschickt zu werden.
Carsdorff reist Odenthal nach Berlin nach, wo sie im Rahmen ihrer LKA-Tätigkeit Fans zu einem Fußballspiel begleiten soll. Dort gelingt es ihm, sie am Rande des Spiels zu entwaffnen und kurzzeitig in seine Gewalt zu bringen. Odenthal kann aber durch die Katakomben des Olympiastadions fliehen, woraufhin  er sie verfolgt. Sie schlägt sich bis zu einem U-Bahn-Schacht durch, doch die Stationen sind wegen der fortgeschrittenen Nachtzeit geschlossen, so dass sie aus dem U-Bahn-System nicht herauskommt. Sie versucht, über einen Fernsprecher Hilfe zu holen, doch Carsdorff spürt sie in diesem Moment auf und kappt die Leitung. Er kündigt an, sie töten und anschließend mittels der Starkstromleitung Selbstmord begehen zu wollen. Schließlich täuscht er seinen Selbstmord vor, um sie aus dem Wärterhäuschen, in dem sie sich verschanzt hatte, zu locken, und bringt sie in seine Gewalt. Er steigt mit ihr morgens in die erste U-Bahn. Die Passagiere sind allerdings allesamt Polizisten, die Odenthal befreien und Carsdorff festnehmen.

## Einschaltquote
Die Zärtlichkeit des Monsters erreichte bei seiner Erstausstrahlung am 31. Oktober 1993 insgesamt 9,30 Mio. Zuschauer, was einem Marktanteil von 28,4 % entsprach.

## Rezeption
TV Spielfilm bemerkte, dass das „Frühwerk der dienstältesten "Tatort"-Kommissarin Anleihen beim Psychothriller [nimmt]“ und es sich um einen „leicht nostalgische(n) Nervenkitzel“ handele.